# Associazione Sportiva Cecina 1990-1991
Questa pagina raccoglie le informazioni riguardanti l'Associazione Sportiva Cecina nelle competizioni ufficiali della stagione 1990-1991.

## Rosa
| N. |                   | Ruolo | Calciatore            |
| -- | ----------------- | ----- | --------------------- |
|    | Italia (bandiera) | C     | Michele Ballertani    |
|    | Italia (bandiera) | A     | Luca Biagiotti        |
|    | Italia (bandiera) | D     | Marco Cei             |
|    | Italia (bandiera) | D     | Alberto Dal Canto     |
|    | Italia (bandiera) | C     | Raffaele De Falco     |
|    | Italia (bandiera) | D     | Enrico De Matola      |
|    | Italia (bandiera) | A     | Mauro De Riggi        |
|    | Italia (bandiera) | C     | Francesco Filippeschi |
|    | Italia (bandiera) | A     | Antonio Gespi         |
|    | Italia (bandiera) | C     | Walter Giuseppini     |
|    | Italia (bandiera) | D     | Michele Guzzardo      |

| N. |                   | Ruolo | Calciatore             |
| -- | ----------------- | ----- | ---------------------- |
|    | Italia (bandiera) | C     | Massimiliano Maddaloni |
|    | Italia (bandiera) | A     | Marcello Malfi         |
|    | Italia (bandiera) | C     | Stefano Mancini (II)   |
|    | Italia (bandiera) | C     | Valerio Martinelli     |
|    | Italia (bandiera) | P     | Fabio Quirini          |
|    | Italia (bandiera) | C     | Alessio Ranieri        |
|    | Italia (bandiera) | A     | Roberto Ria            |
|    | Italia (bandiera) | C     | Mauro Sardi            |
|    | Italia (bandiera) | C     | Leonardo Semplici      |
|    | Italia (bandiera) | P     | Luca Tavoletti         |
|    | Italia (bandiera) | D     | Eugenio Zangrillo      |